# Lottehaus

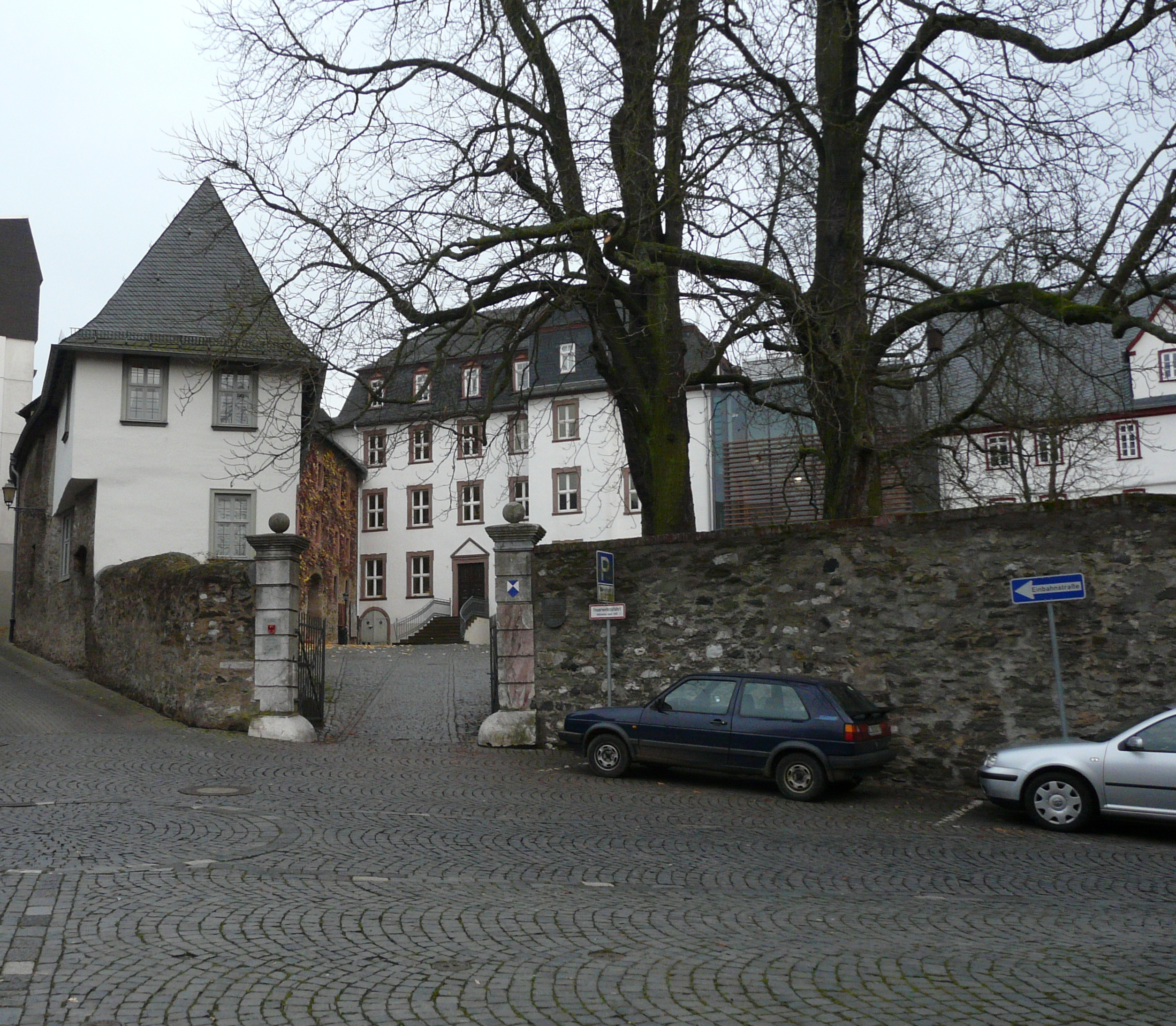
Lottehof

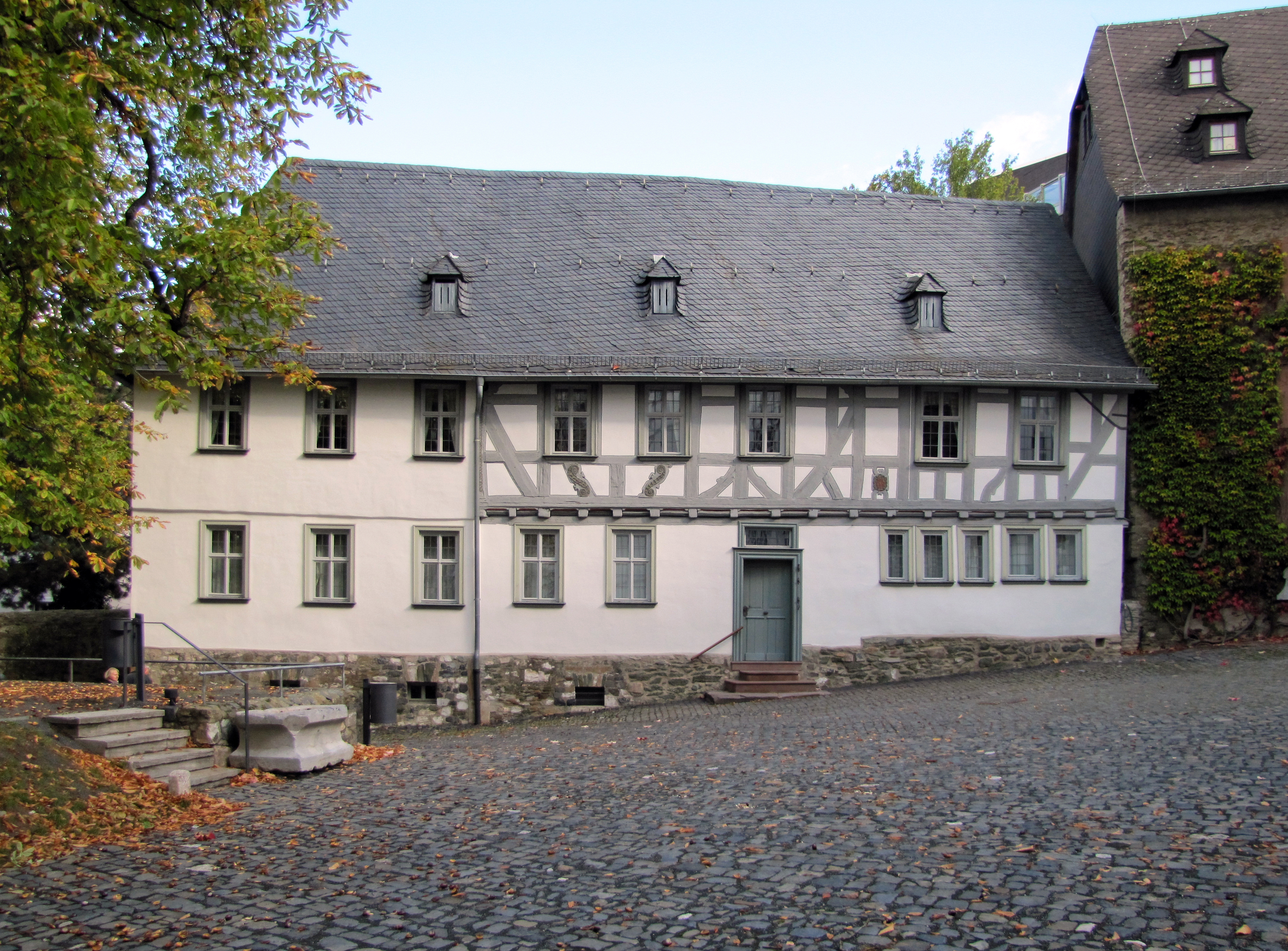
Das Lottehaus (2011)

Das Lottehaus ist das Geburtshaus sowie – bis zu ihrer Heirat – der Wohnsitz (1753–73) von Charlotte Buff in Wetzlar und heutiges Museum. Es befindet sich in der Lottestraße 8–10, 35578 Wetzlar.
Das Lottehaus gehörte ursprünglich zur Niederlassung des Deutschen Ordens in Wetzlar. Diese wurde um 1285 als „Haus Wetzlar“ eingerichtet und im Laufe der Zeit um mehrere Gebäude erweitert. Das Haus selbst wurde 1653 in Fachwerkbauweise als Wohnsitz für den Verwalter des Ordenshofes errichtet. 1740 bezog Heinrich Adam Buff das Haus, nachdem er als Verwalter in den Dienst des Deutschen Ordens eingetreten war. Seine Tochter Charlotte, nach der das Haus heute benannt ist, wurde dort am 11. Januar 1753 geboren. Nachdem Charlotte durch ihre Bekanntschaft mit Goethe und als Vorbild für die Figur der „Lotte“ in dessen Roman Die Leiden des jungen Werthers (1774) berühmt geworden war, richteten ihr die Bürger Wetzlars 1863 im Haus eine Gedenkstätte ein.
Heute gehört das Haus zu den Museen der Stadt Wetzlar und beherbergt eine ständige Ausstellung. Diese beinhaltet Bilder und Informationen zur Familie Buff sowie Mobiliar und Alltagsgegenstände aus dem 18. Jahrhundert. Darüber hinaus sind drei Ausstellungsräume dem Werk Goethes und der (zeitgenössischen) Rezeption des Werther gewidmet.
Das Jerusalemhaus in Wetzlar ist ein weiteres Museum, das Goethe und Werther gewidmet ist.